# Ghasem Rezaei
Ghasem Rezaei (* 18. August 1985 in Amol) ist ein iranischer Ringer. Er wurde 2012 Olympiasieger im griechisch-römischen Stil im Halbschwergewicht.

## Werdegang
Ghasem Rezaei wuchs in seiner Geburtsstadt auf und begann dort als Jugendlicher 1999 mit dem Ringen. Er gehört dem Sportclub Takhti Amol an (Gholamreza Takhti war der erste iranische Olympiasieger im Ringen). Trainiert wurde er hauptsächlich von Saeed Shirzad, Abdullah Chamagnoli und Mohammad Bana. Er ringt ausschließlich im griechisch-römischen Stil und ist Student.
Seine internationale Ringerkarriere begann im Jahre 2004, als er in Alma-Ata asiatischer Juniorenmeister der Altersgruppe „Juniors“ (bis zum 18. Lebensjahr) im Mittelgewicht wurde. Ein Jahr später, 2005, wurde er in Vilnius, wieder im Mittelgewicht, Vize-Weltmeister bei den Junioren. Im gleichen Jahr wurde er in Budapest auch schon bei der Weltmeisterschaft der Senioren eingesetzt, musste dort aber im Mittelgewicht noch Lehrgeld bezahlen, denn er verlor gleich seinen ersten Kampf gegen Shingo Matsumoto aus Japan, schied aus und belegte nur den 27. Platz.
2006 gewann Ghasem Rezaei mit einem dritten Platz bei der Asienmeisterschaft in Alma-Ata seine erste internationale Medaille bei den Senioren. 2007 wurde er in Bischkek dann erstmals Asienmeister im Halbschwergewicht. Er siegte dort vor Ässet Mämbetow aus Kasachstan und Chen Xiao Fei aus China. Auch bei der Weltmeisterschaft 2007 in Baku schnitt er hervorragend ab, denn er gewann dort im Halbschwergewicht eine Bronzemedaille. Auf dem Weg zu dieser Medaille besiegte er Iwan Popow, Australien und Balasz Kiss, Ungarn, verlor dann gegen Mindaugas Ežerskis aus Lettland und siegte über Rami Hietaniemi, Finnland und Kenzo Kato, Japan. Mit dieser Platzierung hatte er sich auch schon das Startrecht für die Olympischen Spiele 2008 in Peking erkämpft.
Vor diesen Spielen wurde er im März 2008 in Jeju/Südkorea zum zweiten Mal Asienmeister. Er verwies dabei Margulan Assembekow aus Kasachstan und Han Tae-young aus Südkorea auf die Plätze. Bei den Olympischen Spielen 2008 in Peking verlor er erneut gegen Mindaugas Ežerskis, wenn auch mit 3:4 Punkten recht knapp. Da Ezerskis das Finale nicht erreichte, schied er aus und kam nur auf den 16. Platz.
Nach dieser Enttäuschung war er in den nächsten Jahren bei keiner internationalen Meisterschaft mehr am Start. 2011 siegte er dann beim Vorbereitungs-Turnier auf die Olympischen Spiele 2012 in London vor Daigoro Timoncini, Italien und György Rizmajer, Ungarn. In Astana erkämpfte er sich dann im März 2012 mit einem Turniersieg vor Norikatsu Saikawa, Japan, Zhai Ningchao, China und Margulan Assembekow das Startrecht bei den Olympischen Spielen in London. Dort war er in hervorragender Form und wurde mit Siegen über Cenk İldem, Türkei, Artur Aleksanjan, Armenien, Yunior Estrada Falcon, Kuba und Rustam Totrow, Russland Olympiasieger im Halbschwergewicht.
Nach seinem Olympiasieg war Ghasem Rezaei nur noch selten auf der internationalen Ringermatte zu sehen. Er startete aber bei den Weltmeisterschaften 2014 in Taschkent und 2015 in Las Vegas in der Gewichtsklasse bis 98 kg. In Taschkent gewann er nach einer Niederlage im Halbfinale gegen Artur Aleksanjan aus Armenien mit einem Sieg in der Trostrunde über Alexander Grabowik aus Weißrussland eine Bronzemedaille und in Las Vegas kämpfte er sich in der gleichen Gewichtsklasse bis in das Finale vor, in dem er aber wieder gegen Artur Aleksanjan verlor. Er wurde damit Vize-Weltmeister 2015.

## Internationale Erfolge
| Jahr | Platz | Wettbewerb                                             | Gewichtsklasse | Ergebnisse |
| 2004 | 1.    | Asiatische Juniorenmeisterschaft (Juniors) in Alma-Ata | Mittel         | vor Kim Sun-kyu, Südkorea, Yanarbek Kenjejew, Kirgisistan und Suhbat Hadschijew, Usbekistan |
| 2005 | 2.    | Junioren-WM (Juniors) in Vilnius                       | Mittel         | hinter Yanarbek Kenjejew, vor Denni Lipic, Schweden und Artur Schahinjan, Armenien |
| 2005 | 27.   | WM in Budapest                                         | Mittel         | nach einer Niederlage gegen Shingo Matsumoto, Japan |
| 2006 | 3.    | Asienmeisterschaft in Alma-Ata                         | Mittel         | hinter Kim Jung-sub, Südkorea und Witali Sachartschenko, Kasachstan |
| 2006 | 5.    | Golden-Grand-Prix in Baku                              | Mittel         | hinter Nazmi Avluca, Türkei, Oleksandr Darahan, Ukraine, Schalwa Gadabadse, Weißrussland und Alim Selimow, Weißrussland                                                                              |
| 2007 | 2.    | Welt-Cup in Antalya                                    | Halbschwer     | hinter Hamza Yerlikaya, Türkei, vor Dimitri Timchenko, Ukraine und Wassili Tepluchow, Russland |
| 2007 | 1.    | Asienmeisterschaft in Bischkek                         | Halbschwer     | vor Assat Membetow, Kasachstan und Chen Xiao Fei, China |
| 2007 | 7.    | Dan Kolow & Nikola Petrow-Memorial in Sofia            | Halbschwer     | Sieger: Kalojan Dintschew, Bulgarien vor Wassili Tepluchow |
| 2007 | 3.    | WM in Baku                                             | Halbschwer     | nach Siegen über Iwan Popow, Australien und Balasz Kiss, Ungarn, einer Niederlage gegen Mindaugas Ežerskis, Lettland und Siegen über Rami Hietaniemi, Finnland und Kenzo Kato, Japan                 |
| 2008 | 1.    | Asienmeisterschaft in Jeju/Südkorea                    | Halbschwer     | vor Margulan Assembekow, Kasachstan, Han Tae-young, Südkorea und Abdulmalik Alijew, Usbekistan |
| 2008 | 16.   | OS in Peking                                           | Halbschwer     | nach einer Niederlage gegen Mindaugas Ežerskis |
| 2009 | 3.    | „Yadegar-Imam“-Cup in Qom                              | Halbschwer     | hinter Mohsen Beshinji, Iran und Emin Öztürk, Türkei |
| 2010 | 8.    | „Vehbi-Emre“-Memorial in Istanbul                      | Halbschwer     | Sieger: Aslanbek Chuschtow, Russland vor Cenk İldem, Türkei |
| 2010 | 8.    | „Yadegar-Imam“-Cup in Qom                              | Halbschwer     | Sieger: Babak Hossein Ghorbani Goldasteh vor Mohammed Reza Akbari, beide Iran |
| 2011 | 1.    | FILA-Test-Turnier in London                            | Halbschwer     | vor Daigoro Timoncini, Italien, György Rizmajer, Ungarn und Rami Hietaniemi |
| 2012 | 1.    | Olympia-Qualif.-Turnier in Astana                      | Halbschwer     | vor Norikatsu Saikawa, Japan, Zhai Ningchao, China und Margulan Assembekow |
| 2012 | Gold  | OS in London                                           | Halbschwer     | nach Siegen über Cenk Ildem, Türkei, Artur Aleksanjan, Armenien, Yunior Estrada Falcon, Kuba und Rustam Totrow, Russland                                                                             |
| 2014 | 3.    | WM in Taschkent                                        | bis 98 kg      | nach Siegen über Fredrik Schoen, Schweden, Musa Ewlojew, Russland und Marthin Hamlet Nielsen, Norwegen, einer Niederlage gegen Artur Aleksanjan und einem Sieg über Alexander Grabowik, Weißrussland |
| 2015 | 1.    | „Wladyslaw-Pytlasinski“-Turnier in Warschau            | bis 98 kg      | vor Peter Oehler, Deutschland, Musa Ewlojew und Fredrik Schoen |
| 2015 | 2.    | WM in Las Vegas                                        | bis 98 kg      | nach Siegen über Islam Magomedow, Russland, Yasmany Daniel Lugo Cabrera, Kuba, Cenk Ildem und Elis Guri, Bulgarien und einer Niederlage gegen Artur Aleksanjan                                       |

Erläuterungen
- alle Wettkämpfe im griechisch-römischen Stil
- OS = Olympische Spiele, WM = Weltmeisterschaft
- Mittelgewicht, bis 2001 bis 85 kg, seit 2002 bis 84 kg, Halbschwergewicht, von 2002 bis 2013 bis 96 kg Körpergewicht, seit 1. Januar 2014 bis 98 kg Körpergewicht